# Kepler-Poinsot-Körper
Kepler-Poinsot-Körper sind reguläre, nicht-konvexe Polyeder und zählen zu den Sternkörpern. Dazu gehören der Dodekaederstern, der Ikosaederstern, das Große Dodekaeder und das Große Ikosaeder. Benannt sind sie nach Johannes Kepler und Louis Poinsot.

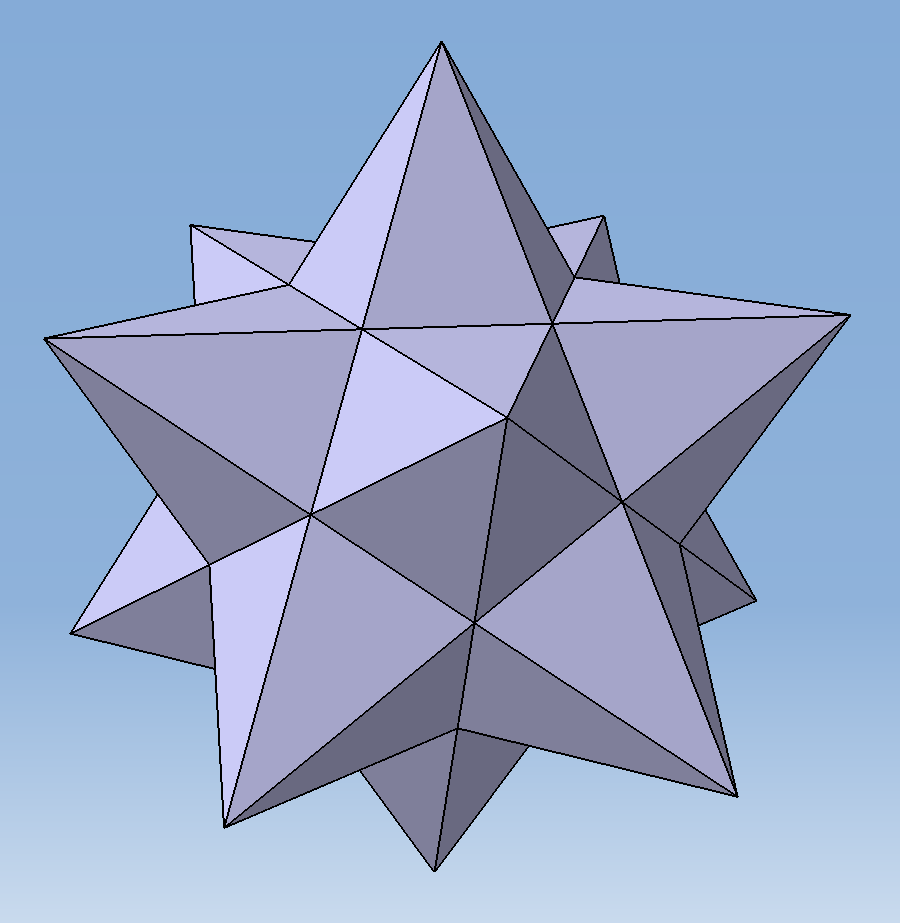
Dodekaederstern
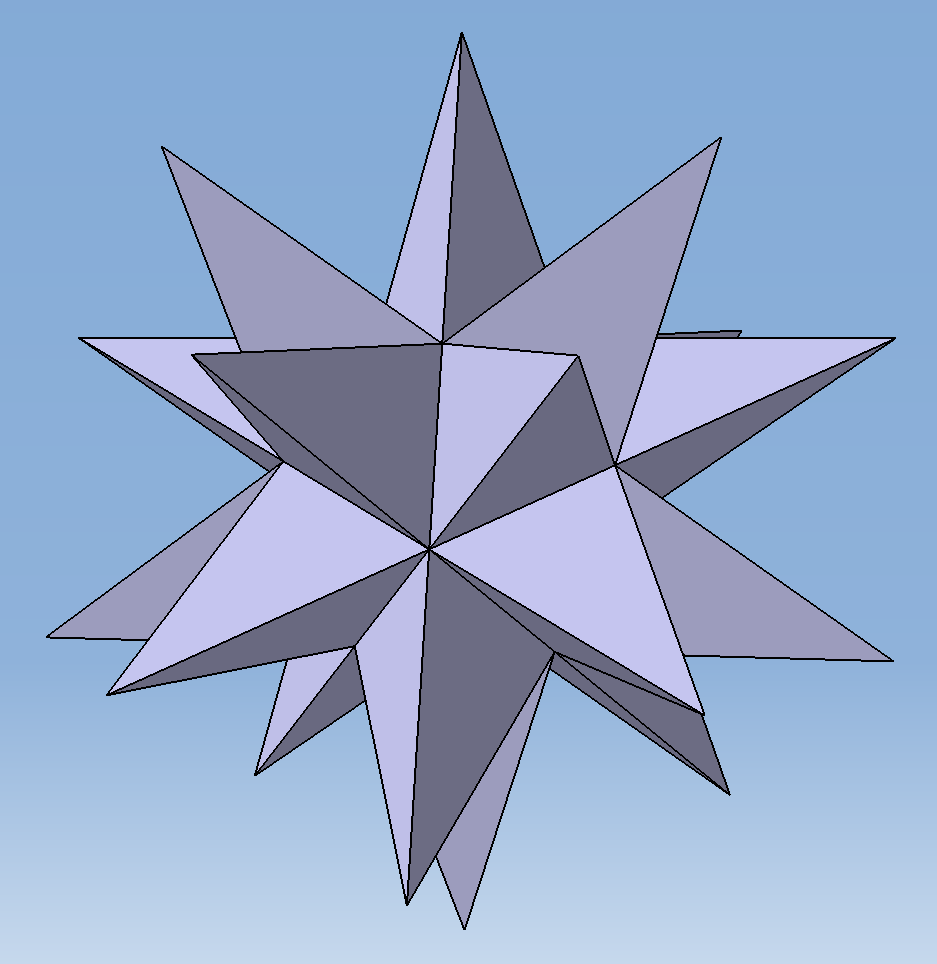
Ikosaederstern
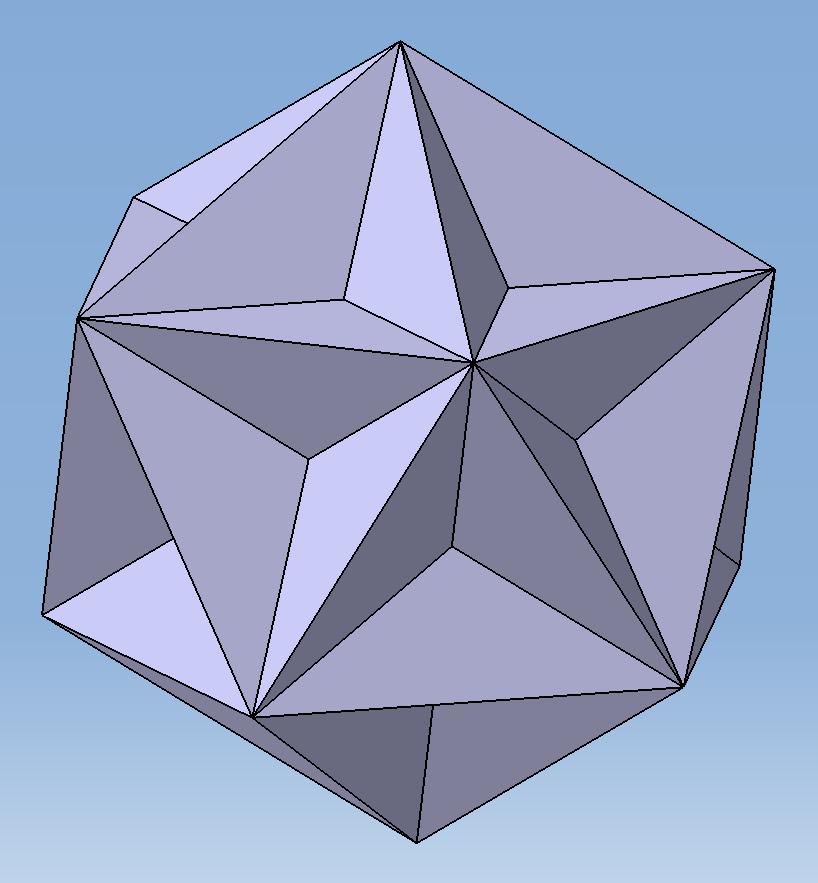
Großes Dodekaeder
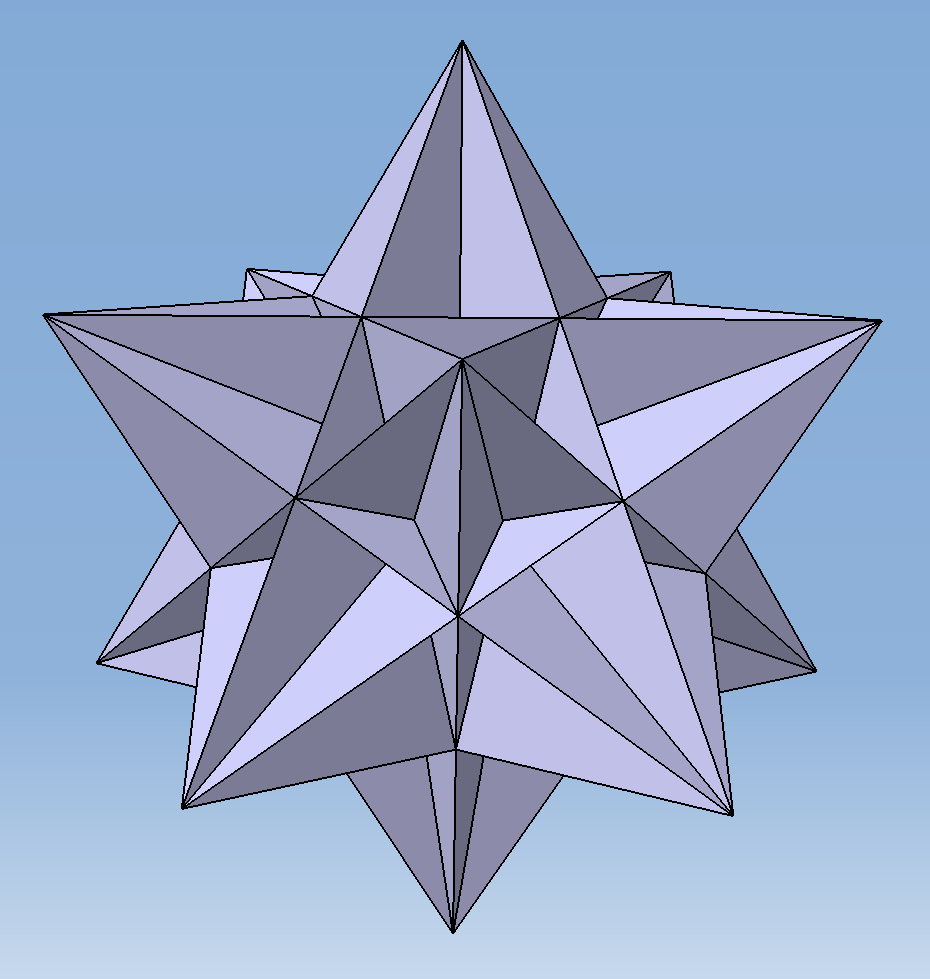
Großes Ikosaeder

## Übersicht
| Die vier Kepler-Poinsot-Körper       | Dodekaederstern         | Ikosaederstern          | Großes Dodekaeder    | Großes Ikosaeder       |
| ------------------------------------ | ----------------------- | ----------------------- | -------------------- | ---------------------- |
|                                      |                         |                         |                      |                        |
|                                      |                         |                         |                      |                        |
| Art der Seitenflächen                | regelmäßige Pentagramme | regelmäßige Pentagramme | regelmäßige Fünfecke | gleichseitige Dreiecke |
| Anzahl der Ecken/Kanten einer Fläche | 5                       | 5                       | 5                    | 3                      |
| Anzahl der Kanten in einer Ecke      | 5                       | 3                       | 5                    | 5                      |
| Anzahl der Flächen in einer Ecke     | 5                       | 3                       | 10                   | 10                     |
| Anzahl der Ecken                     | 12                      | 20                      | 12                   | 12                     |
| Anzahl der Kanten                    | 30                      | 30                      | 30                   | 30                     |
| Anzahl der Flächen                   | 12                      | 12                      | 12                   | 20                     |
| dual zu                              | Großes Dodekaeder       | Großes Ikosaeder        | Dodekaederstern      | Ikosaederstern         |

## Beziehungen zwischen den Körpern

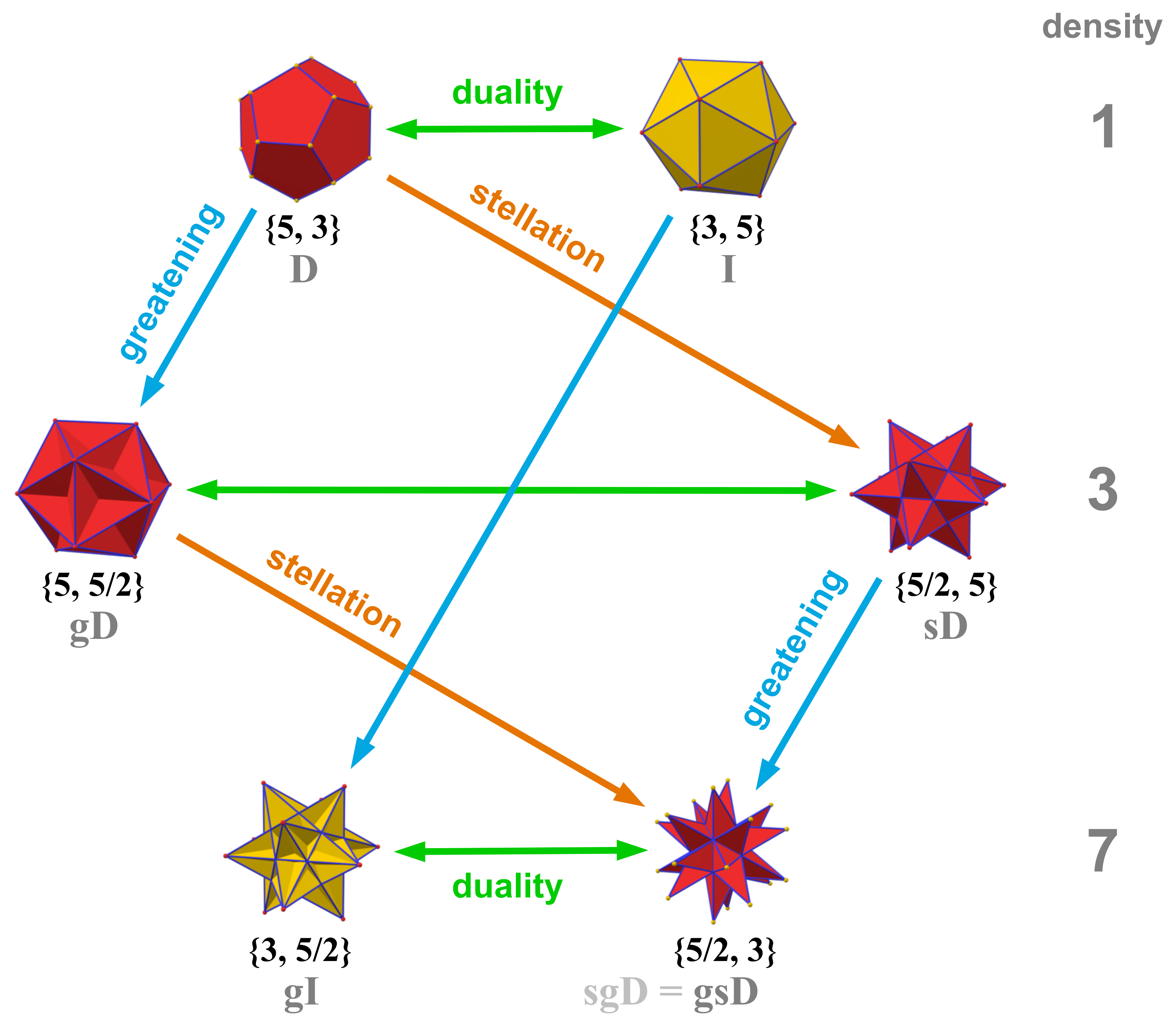
Die Beziehungen zwischen Dodekaeder, Ikosaeder und den vier Kepler-Poinsot-Körpern.

John Conway definiert die Kepler-Poinsot-Körper als „Vergrößerungen“ (Greatenings) und „Stellationen“ von Dodekaeder und Ikosaeder. Stellation verwandelt fünfeckige Flächen in Pentagramme. Durch die „Vergrößerungen“ wird die Art der Seitenflächen beibehalten, indem sie vergrößert und parallel verschoben werden.

### Stellationen und Facettierungen
In der Geometrie ist Stellation das Erweitern eines Polyeders oder Polytops, um eine neue Figur zu bilden. Ausgehend von einer Originalfigur erweitert der Prozess bestimmte Elemente wie Kanten oder Flächenebenen in der Regel symmetrisch, bis sie sich wieder treffen, um die geschlossene Grenze einer neuen Figur zu bilden.
Facettierung ist das Entfernen von Teilen eines Polyeders oder Polytops, ohne neue Punkte zu erzeugen. Entlang der Flächendiagonalen oder der inneren Raumdiagonale können neue Kanten eines facettierten Polyeders erstellt werden. Ein facettiertes Polyeder hat an jeder Kante zwei Seitenflächen und erzeugt neue Polyeder oder Verbindungen von Polyedern. Facetting ist der duale Prozess zur Stellation. Zu jeder Stellation eines konvexen Polyeders gibt es eine duale Facettierung des dualen Polyeders.
Das Große Ikosaeder ist eine der Stellationen des Ikosaeders. Die drei anderen Körper sind Stellationen des Dodekaeders. Das Ikosaederstern ist eine Facettierung des Dodekaeders. Die drei anderen Körper sind Facettierungen des Ikosaeders.
Der Dodekaederstern ist dual zum Großen Dodekaeder. Jede Ecke des Dodekaedersterns ist einem regelmäßigen Fünfeck des Großen Dodekaeders zugeordnet, und jede Ecke des Großen Dodekaeders gehört zu einem regelmäßigen Pentagramm des Dodekaedersterns.
Der Ikosaederstern ist dual zum Großen Ikosaeder. Jede Ecke des Ikosaedersterns ist einem gleichseitigen Dreieck des Großen Ikosaeders zugeordnet, und jede Ecke des Großen Ikosaeders gehört zu einem regelmäßigen Pentagramm des Ikosaedersterns.
| Stellationen und Facettierungen | Stellationen und Facettierungen | Stellationen und Facettierungen | Stellationen und Facettierungen | Stellationen und Facettierungen | Stellationen und Facettierungen | Stellationen und Facettierungen |
| ------------------------------- | ------------------------------- | ------------------------------- | ------------------------------- | ------------------------------- | ------------------------------- | ------------------------------- |
| Konvexes Polyeder               | Ikosaeder                       | Ikosaeder                       | Ikosaeder                       | Dodekaeder                      | Dodekaeder                      | Dodekaeder                      |
| Stellationen                    | Großes Ikosaeder                | Großes Ikosaeder                | Großes Ikosaeder                | Großes Dodekaeder               | Dodekaederstern                 | Ikosaederstern                  |
| Facettierungen                  | Großes Ikosaeder                | Großes Dodekaeder               | Dodekaederstern                 | Ikosaederstern                  | Ikosaederstern                  | Ikosaederstern                  |

### Gemeinsame Ecken und Kanten
Der Ikosaederstern hat seine Ecken mit dem Dodekaeder gemeinsam. Seine Ecken und Kanten bilden den Dodekaedergraphen. Die anderen drei Körper haben gemeinsame Ecken mit dem Ikosaeder. Ihre Ecken und Kanten bilden den Ikosaedergraphen. Das Große Dodekaeder hat seine Kanten mit dem Ikosaeder gemeinsam, und das Große Ikosaeder hat gemeinsame Kanten mit dem Dodekaederstern.
| Ikosaeder                               | Großes Dodekaeder                       | Großes Ikosaeder                        | Dodekaederstern                         | Dodekaeder                  | Ikosaederstern              |
| gemeinsame Ecken (12 Stück)             | gemeinsame Ecken (12 Stück)             | gemeinsame Ecken (12 Stück)             | gemeinsame Ecken (12 Stück)             | gemeinsame Ecken (20 Stück) | gemeinsame Ecken (20 Stück) |
| zusätzlich gemeinsame Kanten (30 Stück) | zusätzlich gemeinsame Kanten (30 Stück) | zusätzlich gemeinsame Kanten (30 Stück) | zusätzlich gemeinsame Kanten (30 Stück) | gemeinsame Ecken (20 Stück) | gemeinsame Ecken (20 Stück) |

## Euler-Charakteristik
Die Euler-Charakteristik {\displaystyle \chi } ist für Polyeder definiert als
{\displaystyle \chi =E-K+F}
wobei {\displaystyle E} die Anzahl der Ecken, {\displaystyle K} die Anzahl der Kanten und {\displaystyle F} die Anzahl der Flächen ist. Die Euler-Charakteristik der Kepler-Poinsot-Körper muss nicht gleich 2 sein, weil diese Polyeder nicht konvex sind.
|                   | {\displaystyle \ E\ } | {\displaystyle \ K\ } | {\displaystyle \ F\ } | {\displaystyle \ \chi \ } |
| ----------------- | --------------------- | --------------------- | --------------------- | ------------------------- |
| Dodekaederstern   | 12                    | 30                    | 12                    | −6                        |
| Ikosaederstern    | 20                    | 30                    | 12                    | 02                        |
| Großes Dodekaeder | 12                    | 30                    | 12                    | −6                        |
| Großes Ikosaeder  | 12                    | 30                    | 20                    | 02                        |

## Geschichte
Der Dodekaederstern wurde erstmals von Paolo Uccello 1430 gefunden, und der Ikosaederstern wurde 1568 von Wenzel Jamnitzer veröffentlicht. Diese beiden Polyeder wurden dann später von Johannes Kepler in seinem Werk Harmonice Mundi von 1619 wiederentdeckt und beschrieben. Louis Poinsot entdeckte diese Polyeder wieder und entdeckte 1809 außerdem das Große Dodekaeder und das Große Ikosaeder. Sie erhielten 1859 ihre aktuellen Namen von Arthur Cayley. Weitere Forschungen von Augustin-Louis Cauchy bewiesen 1813, dass diese vier Polyeder alle Möglichkeiten für ein reguläres Sternpolyeder sind.